# Passe Livre (documentário)
Passe livre é um filme documentário de longa-metragem, realizado em 1974 e dirigido por Oswaldo Caldeira, baseado na vida do jogador Afonsinho, que foi proibido de jogar futebol por deixar crescer a barba e os cabelos e ter se recusado a cortá-los. Lutando por seus direitos, o jogador conseguiu tornar-se proprietário de seu passe, ou seja, conseguiu "passe livre". A partir deste incidente, o filme examina as relações de trabalho no futebol brasileiro.
O argumento, roteiro e texto do filme são de Oswaldo Caldeira e Almir Muniz, prrodução de Oswaldo Caldeira, José Carlos Avellar, Aluisio Leite, Almir Muniz e José Luis Vieira, com montagem de Gustavo Dahl,fotografia de Renato Laclette e distribuição da Federação Brasileira de Cine Clubes e ABD-Associação Brasileira de Documentaristas.

## Depoimentos
Tem a participação de vários jogadores, técnicos, artistas, políticos e comentaristas de renome, como João Saldanha, Jairzinho, Amarildo, João Havelange, Zagalo, Rafael de Almeida Magalhães e outros. Gilberto Gil canta no filme "Meio-de-Campo", letra e música de sua autoria, dedicada a Afonsinho.

## Distribuição e exibição
Passe livre foi rodado em 16 milímetros e foi o primeiro filme nesta bitola a obter certificado de censura para circuito comercial de longa metragem. Lançado na Associação Brasileira de Imprensa-ABI no Rio de Janeiro, na Cinemateca do MAM - Museu de Arte Moderna do Rio de Janeiro e MIS - Museu da Imagem e do Som do Rio de Janeiro, por iniciativa da Federação de Cine Clubes do Brasil, inaugurou uma primeira e pioneira tentativa de criação de um circuito alternativo de cinema que desembocou na DINA de São Paulo. Logo em seguida percorreu fábricas, cine-clubes e igrejas por todo o país, em pleno governo do general Médici, promovendo debates sempre com a presença de figuras de destaque como o próprio João Saldanha, Sandro Moreira, Jean Claude Bernadet e outros.

## Prêmios
- Melhor Filme Brasileiro de 1974 - Margarida de Prata da CNBB
- Coruja de Ouro - Gustavo Dahl - Montagem - 1975
- Prêmio Adicional de Qualidade - Embrafilme/Concine - 1976

## Participação em festivais
- Festival de Banalmadena (Espanha) - 1975
- CINEfoot Festival Internacional de Cinema de Futebol (Rio de Janeiro) - 2011